# استیون میلر (بازرگان)
استیون میلر، (به انگلیسی: Steven Miller) (زاده ۱۹۴۲) کارآفرین، بازرگان و مدیر ارشد اجرایی آمریکایی است، که در حال حاضر به‌عنوان مدیر عامل اجرایی و رییس هیئت مدیره گروه بین‌المللی آمریکایی فعالیت می‌کند.